# Административно деление на Рига
Латвийската столица Рига се състои от шест отделни административни единици: районите (rajons) Център, Север и Курземе; и предградията (priekšpilsēta) Латгале, Видземе и Земгале. От своя те се делят на общо 58 квартала (apkaimes). Имената на всички административни единици без Център и Север кореспондират на четирите историко-културни района на Латвия.
| Единица           | Площ   | Население |
| ----------------- | ------ | --------- |
| Център (Centrs)   | 3 km2  | 26 466    |
| Курземе (Kurzeme) | 79 km2 | 134 817   |
| Латгале (Latgale) | 50 km2 | 197 166   |
| Север (Ziemeļu)   | 77 km2 | 81 972    |
| Видземе (Vidzeme) | 57 km2 | 173 124   |
| Земгале (Zemgale) | 41 km2 | 106 068   |

На 1 септември 1941 са създадени първите три административни района: Пролетариат, Киров и Москва (сега Видземе, Център и Латгале). Октомври 1969 са създадени още три района: Октомври, Ленин и Ленинград (сега Северен, Земгале и Курземе). Шестте административни района са преименувани на 28 декември 1990, като част от Третото латвийско национално пробуждане (Atmoda).
Териториално най-големият район е Курземе с площ от 79 km², а най-малък е Централен с едва 3 km². Най-много хора живеят в предградието Латгале почти 198 хиляди, а най-малко в район Централен с население около 26 хиляди.
Общата територия на Рига е 307,17 km² и е разпределена както следва:
- 67 km² или 28,8% жилищни площи
- 52,45 km² или 17% индустриални площи
- 24,64 km² или 8% пътна инфраструктура
- 57,54 km² или 19% зелени площи
- 48,50 km² или 15,8% водни площи